# St Monans Church

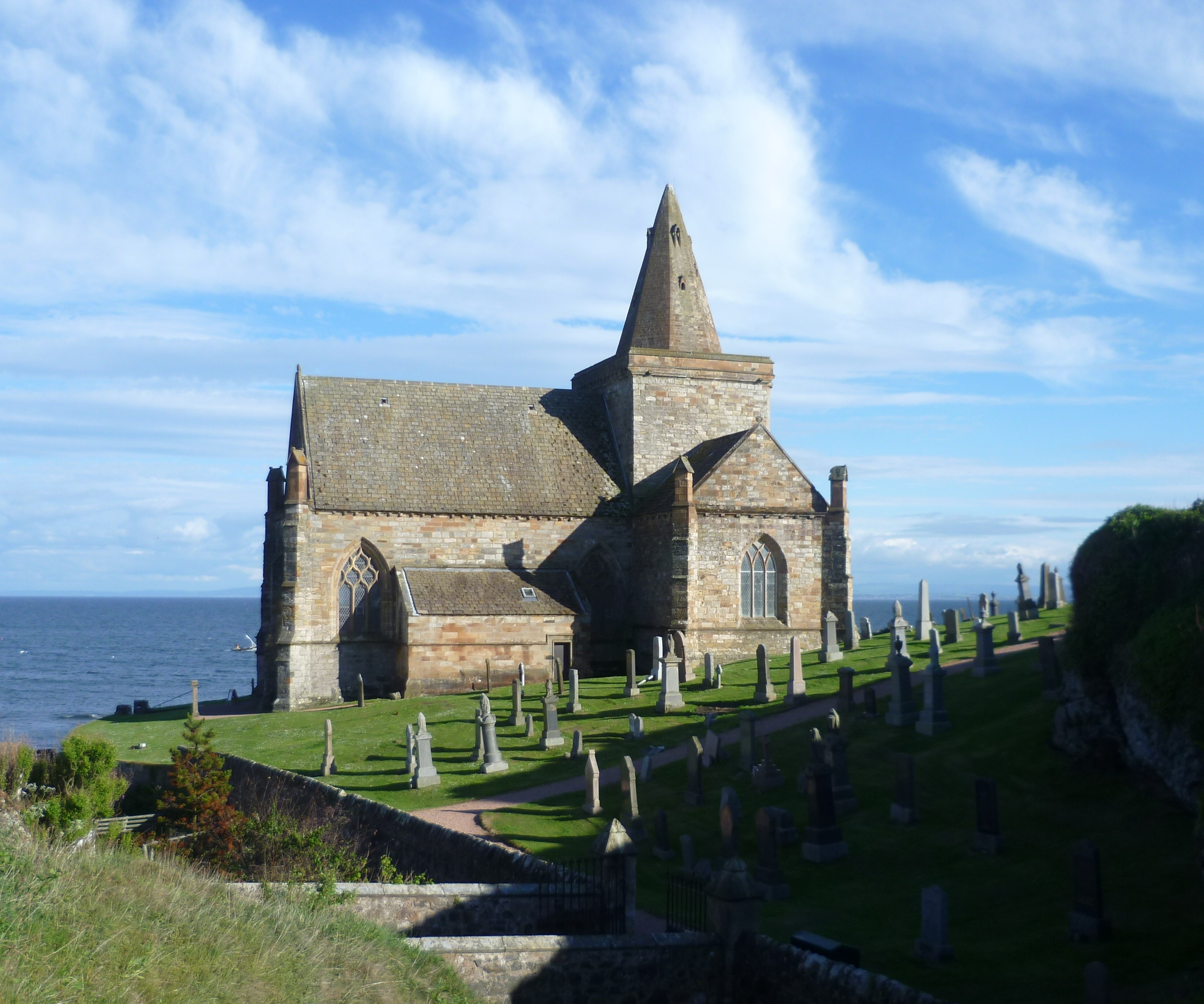
St Monans Church

Die St Monans Church, auch St Monance Church, ist ein Kirchengebäude der presbyterianischen Church of Scotland in der schottischen Ortschaft St Monans in der Council Area Fife. 1984 wurde das Bauwerk als Einzeldenkmal in die schottischen Denkmallisten in der höchsten Kategorie A aufgenommen.

## Geschichte
Bereits seit dem 9. Jahrhundert wurde der Standort christlich genutzt. Die Kirche entstand unter David II. zwischen 1362 und 1370. Die Arbeiten leitete der Baumeister William Dishington. Im Jahre 1519 und erneut 1772 wurde die Kirche als Ruine beschrieben. Zwischen 1826 und 1828 wurde das Gebäude durch William Burn wiederaufgebaut. Um das Jahr 1900 wurde eine Sakristei nach einem Entwurf Peter McGregor Chalmers’ hinzugefügt. In der zweiten Hälfte der 1950er Jahre wurde die St Monans Church durch Ian Lindsay überarbeitet und restauriert. 1981 zeichnete Johnny Cash in der Kirche Teile seiner Weihnachtssendung auf. Sie diente auch als Drehort des 2013 entstandenen Films Die Liebe seines Lebens.

## Beschreibung
Die gotische St Monans Church steht am Westrand St Monans’ direkt am Nordufer des Firth of Forth. Angeblich handelt es sich um das Kirchengebäude in Schottland, das am nächsten zur Küste gebaut wurde. Sie zählt zu den ältesten Kirchen des Landes, die bis heute genutzt werden.
Ihr T-förmiger Grundriss erinnert an eine geplante Kreuzkirche, deren Bau an der Vierung abgebrochen wurde. Der „Vierungsturm“ wurde vermutlich im 16. Jahrhundert aufgestockt. Ein Treppenturm tritt an der Außenseite halbrund heraus. Er schließt unterhalb des auskragenden Brüstung unterhalb des spitzen Helms. Dieser ist unweit der Spitze mit sehr kleinen Lukarnen ausgestaltet.
Entlang der Kanten der Kirchenschiffe ziehen sich Strebepfeiler, die in kleinen Türmchen auslaufen. Die Fassaden sind verschiedentlich mit spitzbogigen Maßwerken gestaltet. An der Nordseite schmiegt sich flach die kleine Sakristei an. Die tudorbogige Tür an der Ostseite stammt aus den 1820er Jahren. Die abschließenden Dächer sind mit Schiefer eingedeckt.